# 1470 en littérature
| Années de la littérature : 1467 - 1468 - 1469 - 1470 - 1471 - 1472 - 1473    |
| Décennies de la littérature : 1440 - 1450 - 1460 - 1470 - 1480 - 1490 - 1500 |

Cet article présente les faits marquants de l'année 1470 en littérature.

## Évènements
- Février : les humanistes Guillaume Fichet, et Jean Heynlin, respectivement recteur et prieur de l'université de la Sorbonne à Paris y installent une imprimerie. Ils font venir trois ouvriers imprimeurs allemands (Michael Friburger, de Colmar, Ulrich Gering et Martin Crantz, du diocèse de Constance). À l'automne 1470 ou au début de l'hiver, sort de cet atelier le premier livre imprimé dans le royaume de France : un recueil de lettres de Gasparin de Bergame[1].

## Parutions
- Aggregator medicamentorum, seu de medicinis simplicibus de Jacopo Dondi, Strasbourg, Adolf Rusch, édition princeps de cette compilation de remèdes tirés des médecins grecs, latins et arabes écrite en 1355[2].
- Vers 1470 : Livre blanc de Sarnen, manuscrit sur les premiers confédérés suisses, où l'on trouve les premières traces écrites des mythes fondateurs de la Suisse (comme l’histoire de Guillaume Tell)[3].

### Poésie
- Édition des Canzoniere e Trionfi de Pétrarque, Venise, Wendelin de Spire[4].

## Théâtre
- Moralité de monseur sant Nicholas a XII personnages, moralité représentée à Avignon, mettant en scène saint Nicolas de Myre[5].

## Naissances
- 6 avril : Tang Yin, peintre, calligraphe et poète chinois, mort en 1523.
- 20 mai : Pietro Bembo, poète, historien, traducteur, théoricien de la littérature et essayiste italien de Venise, mort le 18 janvier 1547.
- 20 novembre : Trifone Gabriel, humaniste italien, mort le 20 octobre 1549.
- 28 novembre : Wen Zhengming, calligraphe et poète chinois, mort en 1559.

- Polydore Virgile (en latin Polydorus Vergilius), humaniste et historien italien, mort le 18 avril 1555.
- Tommaso Inghirami, humaniste, bibliothécaire et écrivain italien, mort en 1516.
- Garcia de Resende, poète, chroniqueur, musicien et architecte portugais, mort le 3 février 1536.

- Vers 1470 : 
  - André de La Vigne, poète et dramaturge français, mort vers 1526.
  - Henrique Caiado, humaniste portugais, poète néo-latin, mort en 1509.
  - Fabio Calvo, philologue et humaniste italien, mort en 1527.

## Décès
- 26 ou 29 avril : Luca Pulci, poète italien, né le 3 décembre 1431.
- 5 juin : Ibn Taghribirdi, historien arabe d'Égypte, né le 2 février 1411.
- 4 octobre : Rodrigo Sánchez de Arévalo (en latin Rodericus Zamorensis), prélat, historien et théoricien espagnol, né en 1404.

- Olivier Basselin, poète normand, né en 1403.
- Vers 1470 : 
  - Alfonso Martínez de Toledo, dit l'Archiprêtre de Talavera, homme d’Église et écrivain espagnol, né vers 1398.
  - Critobule d'Imbros, homme politique et historien byzantin, né vers 1410.
  - Simon Grunau, chroniqueur allemand, mort vers 1530-1537.